# Tacciana Stukaława
Tacciana Siarhiejeuna Stukaława (biał. Таццяна Сяргееўна Стукалава, ur. 3 października 1975) – białoruska sztangistka. Brązowa medalistka olimpijska z Aten.
Zawody w 2004 były jej jedynymi igrzyskami olimpijskimi. W 2004 zajęła trzecie miejsce w kategorii do 63 kilogramów, za Ukrainką Nataliją Skakun i inną Białorusinką Anną Batiuszko. Był to największy sukces w karierze, ponadto m.in. dwukrotnie była czwarta na mistrzostwach Europy (2003 i 2004).